# Xã Washington, Quận Clermont, Ohio
Xã Washington (tiếng Anh: Washington Township) là một xã thuộc quận Clermont, tiểu bang Ohio, Hoa Kỳ. Năm 2010, dân số của xã này là 2.278 người.